# BAE Systems Inc.
BAE Systems Inc. – amerykańskie przedsiębiorstwo zbrojeniowe z siedzibą w Arlington w Stanach Zjednoczonych, spółka zależna BAE Systems plc z siedzibą w Farnborough w Anglii. Największa spółka koncernu BAE Systems, generująca ponad połowę przychodu holdingu z działalności operacyjnej, tworząca też większość nowych technologii koncernu. Amerykańska spółka BAE Systems zajmuje się tworzeniem technologii i produkcją systemów elektronicznych, systemów zbierania danych oraz systemów wsparcia dla wszystkich rodzajów wojsk, a także systemów uzbrojenia.